# Mauricio Vargas Campos
Mauricio José Vargas Campos (Somerville, Nueva Jersey, Estados Unidos, 10 de agosto de 1992) es un exfutbolista costarricense nacido en Estados Unidos, se desempeñó de portero. 
Vargas se formó en las divisiones menores de la Liga Deportiva Alajuelense entre 2002 y 2009. Posteriormente milita por dos temporadas en el Albacete de España. Tras mostrar un bien nivel en el Mundial sub-20 de Colombia con la Selección de Costa Rica se va becado a estudiar y jugar al fútbol universitario en los Estados Unidos en donde se titula en el programa de educación física.

## Selección nacional

### Categorías inferiores
Tuvo la participación del equipo nacional con los equipos juveniles de Costa Rica a los 14 años. Luego representó a Costa Rica en la Copa Mundial Sub-17 de la FIFA 2009 y en la Copa Mundial Sub-20 de la FIFA 2011. Jugó cada minuto de cada partido de ambos torneos. Fue llamado al equipo sub-23 en el verano de 2015, aunque no tenía edad para competir con el equipo. También apareció en cinco partidos por Costa Rica durante el Campeonato Sub-20 de la CONCACAF 2011

### Participación en Eliminatoria Juvenil
| Competición          | Sede      | Resultado  | PG |
| -------------------- | --------- | ---------- | -- |
| Concacaf Sub-20 2011 | Guatemala | Subcampeón | 5  |

### Participaciones en Copas del Mundo
| Competición                      | Categoría         | Sede     | Resultado        | PJ |
| -------------------------------- | ----------------- | -------- | ---------------- | -- |
| Mundial de Fútbol Sub-17 de 2009 | Costa Rica sub-17 | Nigeria  | Fase de grupos   | 3  |
| Mundial de Fútbol Sub-20 de 2011 | Costa Rica sub-20 | Colombia | Octavos de final | 3  |

## Estadísticas
- Actualizado a fin de su carrera deportiva

| Club                                  | Div.          | Temporada     | Liga  | Liga  | Copa Internacional | Copa Internacional | Total | Total |
| Club                                  | Div.          | Temporada     | Part. | Goles | Part.              | Goles              | Part. | Goles |
| ------------------------------------- | ------------- | ------------- | ----- | ----- | ------------------ | ------------------ | ----- | ----- |
| Albacete B · España                   | 3.ª           | 2010-11       | 0     | 0     | Inexistentes       | Inexistentes       | 0     | 0     |
| Albacete B · España                   | 3.ª           | 2011-12       | 0     | 0     | Inexistentes       | Inexistentes       | 0     | 0     |
| Albacete B · España                   | Total club    | Total club    | 0     | 0     | 0                  | 0                  | 0     | 0     |
| Barton Cougars Estados Unidos         | 4.ª           | 2012-14       | 0     | 0     | Inexistentes       | Inexistentes       | 0     | 0     |
| Barton Cougars Estados Unidos         | Total club    | Total club    | 0     | 0     | 0                  | 0                  | 0     | 0     |
| FC Wichita Estados Unidos             | 3.ª           | 2015          | 14    | 0     | Inexistentes       | Inexistentes       | 14    | 0     |
| FC Wichita Estados Unidos             | Total club    | Total club    | 14    | 0     | 0                  | 0                  | 14    | 0     |
| Friends University Estados Unidos     | 4.ª           | 2015          | 16    | 0     | Inexistentes       | Inexistentes       | 16    | 0     |
| Friends University Estados Unidos     | Total club    | Total club    | 16    | 0     | 0                  | 0                  | 16    | 0     |
| Pittsburgh Riverhounds Estados Unidos | 2.ª           | 2016          | 12    | 0     | Inexistentes       | Inexistentes       | 12    | 0     |
| Pittsburgh Riverhounds Estados Unidos | Total club    | Total club    | 12    | 0     | 0                  | 0                  | 12    | 0     |
| A. D. Carmelita · Costa Rica          | 1.ª           | 2016          | 0     | 0     | Inexistentes       | Inexistentes       | 0     | 0     |
| A. D. Carmelita · Costa Rica          | Total club    | Total club    | 0     | 0     | 0                  | 0                  | 0     | 0     |
| L. D. Alajuelense · Costa Rica        | 1.ª           | 2017          | 5     | 0     | 1                  | 0                  | 6     | 0     |
| L. D. Alajuelense · Costa Rica        | 1.ª           | 2017-18       | 1     | 0     | Inexistentes       | Inexistentes       | 1     | 0     |
| L. D. Alajuelense · Costa Rica        | 1.ª           | 2018-19       | 14    | 0     | Inexistentes       | Inexistentes       | 14    | 0     |
| L. D. Alajuelense · Costa Rica        | 1.ª           | 2019-20       | 9     | 0     | Inexistentes       | Inexistentes       | 10    | 0     |
| L. D. Alajuelense · Costa Rica        | 1.ª           | 2020-21       | 5     | 0     | 2                  | 0                  | 7     | 0     |
| L. D. Alajuelense · Costa Rica        | 1.ª           | 2021-22       | 6     | 0     | Inexistentes       | Inexistentes       | 6     | 0     |
| L. D. Alajuelense · Costa Rica        | Total club    | Total club    | 40    | 0     | 3                  | 0                  | 43    | 0     |
| A. D. Guanacasteca · Costa Rica       | 1.ª           | 2022-2023     | 4     | 0     | Inexistentes       | Inexistentes       | 4     | 0     |
| A. D. Guanacasteca · Costa Rica       | Total club    | Total club    | 4     | 0     | 0                  | 0                  | 4     | 0     |
| A. D. Guanacasteca · Costa Rica       | Total carrera | Total carrera | 86    | 0     | 3                  | 0                  | 89    | 0     |

### Selección nacional
| Selección           | Año                 | Amistosos | Amistosos | Copa Mundial | Copa Mundial | Eliminatorias Mundialistas | Eliminatorias Mundialistas | Total | Total |
| Selección           | Año                 | Part.     | Goles     | Part.        | Goles        | Part.                      | Goles                      | Part. | Goles |
| ------------------- | ------------------- | --------- | --------- | ------------ | ------------ | -------------------------- | -------------------------- | ----- | ----- |
| Sub-17              | 2007                | --        | --        | 3            | 0            | --                         | --                         | 3     | 0     |
| Sub-17              | Total               | --        | --        | 3            | 0            | --                         | --                         | 3     | 0     |
| Sub-20              | 2011                | 2         | 0         | 3            | 0            | 5                          | 0                          | 10    | 0     |
| Sub-20              | Total               | 2         | 0         | 3            | 0            | 5                          | 0                          | 10    | 0     |
| Mayores             | 2021                | 0         | 0         | --           | --           | --                         | --                         | 0     | 0     |
| Mayores             | Total               | 0         | 0         | --           | --           | --                         | --                         | 0     | 0     |
| Total en Costa Rica | Total en Costa Rica | 2         | 0         | 6            | 0            | 5                          | 0                          | 13    | 0     |

## Palmarés

### Títulos nacionales
| Título                         | Equipo          | País       | Año  |
| ------------------------------ | --------------- | ---------- | ---- |
| Primera División de Costa Rica | L.D Alajuelense | Costa Rica | 2020 |

### Títulos internacionales
| Título        | Equipo          | Sede          | Año  |
| ------------- | --------------- | ------------- | ---- |
| Liga Concacaf | L.D Alajuelense | Centroamérica | 2020 |